# Otto Zangemeister
Otto Zangemeister (* 16. April 1836 in Hallungen; † 5. Mai 1902 in Gotha) war Landwirt und Mitglied des Deutschen Reichstags. Sein jüngerer Bruder war Karl Zangemeister.

## Leben

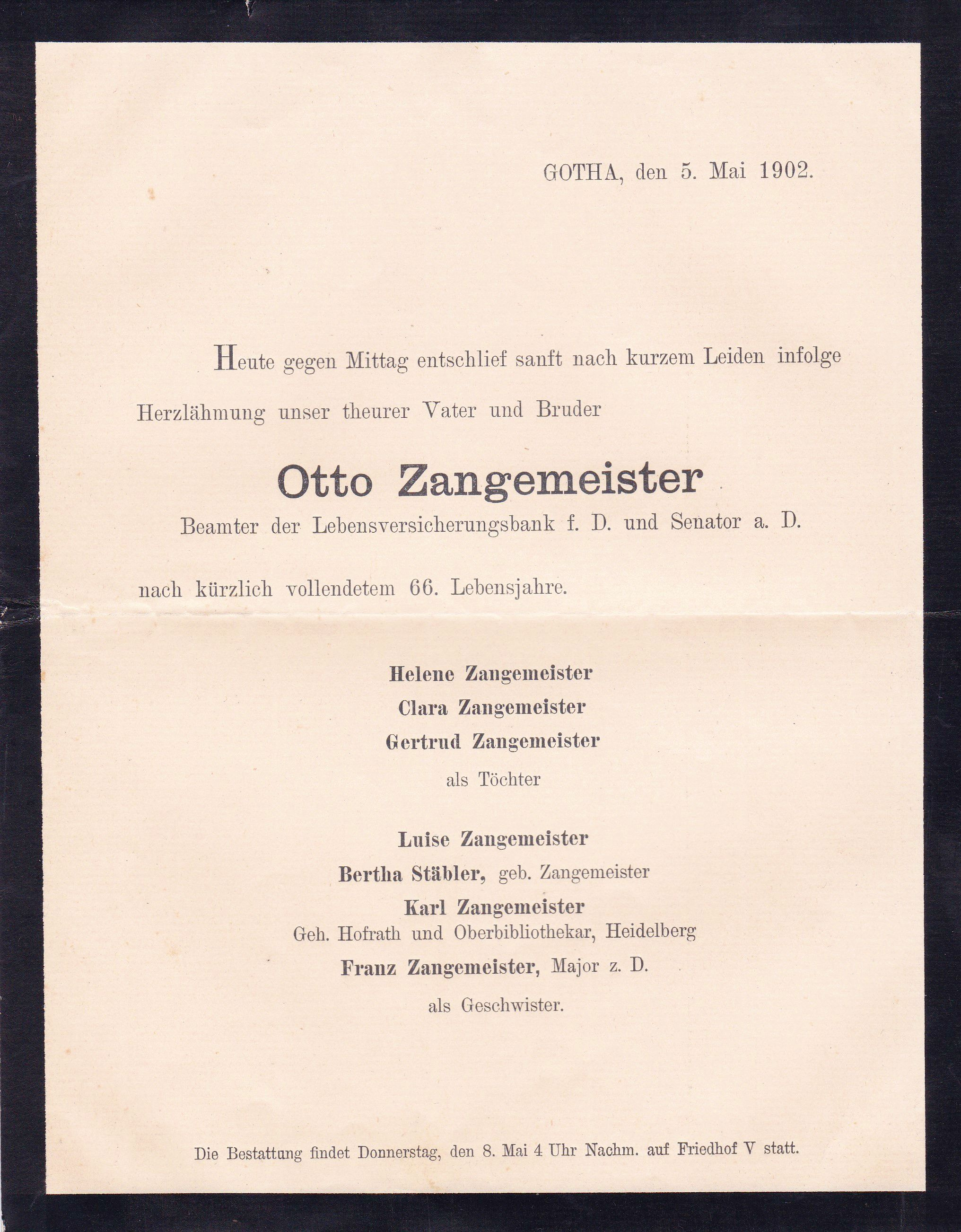
Todesanzeige Otto Zangemeister 1902

Zangemeister besuchte die Realgymnasien in Eschwege und Gotha und die Universitäten Bonn-Poppelsdorf und Halle. Während seines Studiums wurde er 1857 Mitglied der Burschenschaft Marchia Bonn. Er war Pächter eines Domänengutes bei Gotha von 1863 bis 1889. Ab 1873 war er Landtagsabgeordneter des 18. Wahlkreises des Herzogtums Gotha und ab 1889 Mitglied des Stadtrats und Senator zu Gotha. Im landwirtschaftlichen Vereinswesen des Herzogtums Gotha war er länger tätig und auch Vorsitzender des landwirtschaftlichen Hauptvereins für das Herzogtum Gotha von 1879 bis 1887. 1889 veröffentlichte er eine Schrift Die wichtigsten Futter- und Düngemittel in ihrer chemischen Zusammensetzung.
Von 1890 bis 1893 war er Mitglied des Deutschen Reichstags für den Reichstagswahlkreis Herzogtum Sachsen-Coburg-Gotha 2 (Gotha) und die Deutsche Freisinnige Partei.